# Camponotus cinctellus
Camponotus cinctellus är en myrart som först beskrevs av Gerstaecker 1859.  Camponotus cinctellus ingår i släktet hästmyror, och familjen myror.

## Underarter
Arten delas in i följande underarter:
- C. c. belliceps
- C. c. cinctellus